# Mariakerk (Iserlohn)
De Mariakerk (Duits: Marienkirche, ook: Oberste Stadtkirche Sankt-Marien) is een protestantse kerk in Iserlohn, Noordrijn-Westfalen, en gaat terug op een bouwwerk uit de tijd van de stadsuitbreiding in het begin van de 14 eeuw.

## Geschiedenis
Oorspronkelijk stond op de plaats een aan Cosmas en Damianus gewijde kapel. Mogelijk stond er ook een burchtkapel, die er rond 1330 zou zijn gebouwd. Het huidige kerkgebouw ontstond in de 15e eeuw en sindsdien wordt de kerk Mariakerk genoemd. Bij een stadsbrand in 1500 brandden de beide torens af, maar ze werden vervolgens weer gereconstrueerd. Na de reformatie werd de kerk de protestantse parochiekerk.

## Architectuur

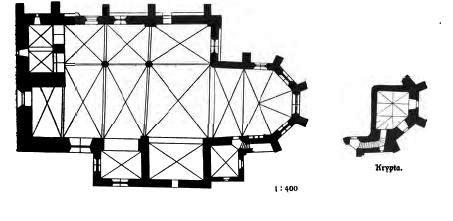
Plattegrond

De kerk betreft een tweeschepige en twee traveeën tellende hallenkerk met een dwarsschip. De stijl van de kerk is gotisch, maar de oudere bouwdelen wijzen op de romaanse architectuur. Het koor heeft één travee met een 3/8 afsluiting. In het westen zijn er torenhallen, waarvan de noordelijke torenhal tweedelig is. Daarboven verheft zich een dubbele toren. Aan de zuidelijke zijde van het kerkschip werd een kapelachtige structuur aangebouwd. De sacristie bevindt zich aan de zuidelijke kant van het koor. Onder het koor bevindt zich een onregelmatig gevormde crypte. Steunberen aan de noordelijke kant en aan het koor geven het bouwwerk stabiliteit.
Het interieur wordt met een kruisgewelf met ribben en sluitstenen op achtzijdige zuilen, muurpijlers en consoles overspannen. De noordelijke torenhal, sacristie en crypte bezit een kruisgraatgewelf. De tweedelige vensters zijn spitsbogig en bezitten maaswerk, terwijl het oostelijke venster driedelig is. Vroeggotisch is het noordelijke portaal met hoekzuilen. In het timpaan bevindt zich onder een romaanse boog maaswerk en een voorstelling van Christus.

## Interieur

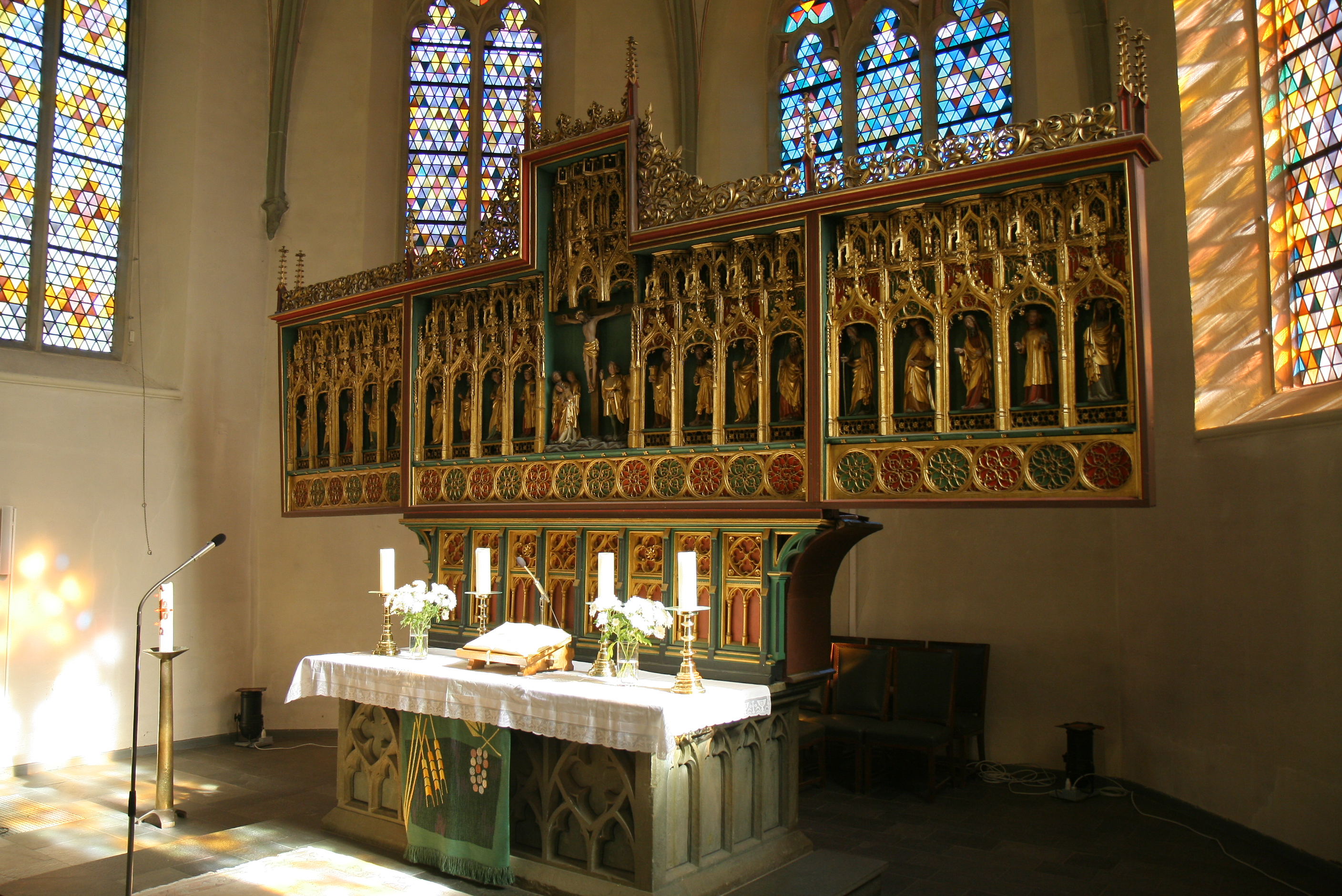
Het geopende hoofdaltaar

Aan de zuidelijke kant van het koor bevinden zich gotische sedilia met maaswerk. Daarnaast is er ook nog een gotisch houten koorgestoelte aanwezig. Ook het sacramentshuisje en de altaartafel zijn gotisch. Naast beelden van heiligen bezit de kerk ook een standbeeld van graaf Engelbert III van der Mark.
Opvallend is de laatgotische altaaropzet en de vroeger daarbij behorende panelen. Het door de meester van Iserlohn rond 1455 gemaakte Mariaretabel als deel van het hoogaltaar bestaat uit 8 panelen met scènes uit het leven van Maria.
Het orgel van de stadskerk werd tussen 1972 en 1973 door de orgelbouwer Karl Schuke uit Berlijn, gebouwd. Het sleepladeninstrument bezit 42 registers verdeeld over drie manualen en pedaal. De tracturen zijn mechanisch. De kerk bezit eveneens een koororgel.
In het westwerk hangen drie stalen klokken van de gieterij Bochumer Verein uit 1921 met de slagtonen ais°-cis'-e'.